# Marseille d'Altouvitis
Marseille d'Altouvitis (ou Marseille d'Altoviti), née le 5 janvier 1577 à Aix-en-Provence, morte le 1er mars 1606 à Marseille, est une poétesse française.

## Biographie
Elle était la fille de Philippe d'Altouvitis premier consul à Marseille et de Renée de Rieux. Elle doit son prénom au fait que les édiles de la ville l'ont tenue sur les fonts baptismaux. Elle reçut une excellente éducation, apprenant à danser, chanter et composer de la musique et écrire des poèmes. À 18 ans, elle devint la maîtresse de Charles de Lorraine, duc de Guise, gouverneur de Provence, puis lorsque celui-ci l'eut abandonnée, devint l'amie de Ronsard[à vérifier][réf. nécessaire].
Décédée dans la misère, elle est inhumée à l'église des Grands Carmes de Marseille selon Claude-François Achard, dans l’abbaye de Saint-Victor selon Tallemant des Réaux. Jean de Bermond a composé son épitaphe,.
Son histoire est relatée par Chateaubriand au livre I de la Vie de Rancé, sous le nom Marcelle de Castellane.

## Œuvre
Elle écrivait des poèmes en italien et en français. Il reste d'elle une Ode composée pour Louis Bellaud de la Bellaudière et Pierre Paul de Marseille, restaurateurs de la poésie provençale.
« 
Nul n’aura dans le ciel partage,

S’il n’a chanté par l’univers

Le rare phénix de notre âge,

Paul et Bellaud unis en vers.

Mercuriens, diserts poëtes,

Enfants des neuf Muses chéris,

Je sacre aux lauriers de vos têtes

Deux fleurons de myrte choisis.

Atropos a voulu dissoudre

Un couple d’amis si très beau,

Ayant mis Louis Bellaud en poudre

Sous le froid marbre du tombeau.

Mais de quoi lui sert son envie ?

L’amour a dompté son effort ;

Car Paul lui redonne la vie

Malgré le destin et le sort.
 »